# Keith Hall (Aberdeenshire)

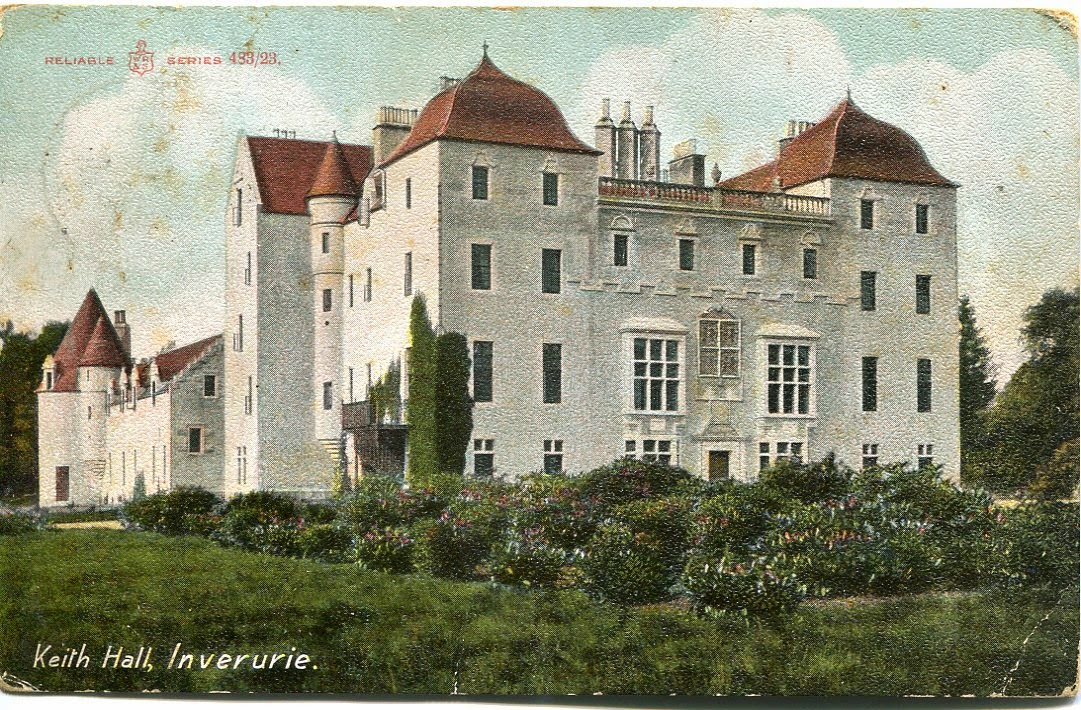
Kolorierte Fotografie von Keith Hall (1909)

Keith Hall ist ein Herrenhaus nahe der schottischen Ortschaft Inverurie in der Council Area Aberdeenshire. 1972 wurde das Bauwerk in die schottischen Denkmallisten in der höchsten Denkmalkategorie A, 1987 die Außenanlagen in das Inventory of Gardens and Designed Landscapes in Scotland aufgenommen.
Die Keith Hall ist nicht zu verwechseln mit der nahegelegenen Leith Hall.

## Geschichte
Am Standort befand sich bereits im späten 1. Jahrtausend eine Motte mit einem befestigten Haus mit umfriedender Palisade von etwa 50 Metern Durchmesser. Dieses wurde um 1224 durch Caskieben Castle ersetzt. Im Laufe des 15. Jahrhunderts wurde am Standort ein Tower House mit Z-förmigem Grundriss errichtet. Im Jahre 1662 erwarb John Keith das Anwesen, der 1677 zum Earl of Kintore erhoben wurde. Er ließ das Tower House signifikant zum heutigen Herrenhaus erweitern und benannte es in Keith Hall um. Bis 1985 hielten seine Nachfahren das Anwesen. Nach dem Verkauf wurde Keith Hall umgebaut und in Wohnungen unterteilt.

## Beschreibung
Das Herrenhaus steht isoliert rund einen Kilometer östlich von Inverurie nahe dem linken Ufer des Urie. Ursprünglich handelte es sich um ein Tower House mit Z-förmigem Grundriss. An dieses wurde an der Südseite eine dreistöckige Erweiterung im Renaissancestil angebaut, welche vierstöckige Türme mit geschwungenen Hauben flankieren. Aus dem 19. Jahrhundert stammt ein Büroflügel an der Nordseite.